# Éthylamine
L'éthylamine est une amine primaire formée d'une chaine de deux carbones (groupe Ethyl) et d'un groupement NH2 (groupe amino) 
Sa formule semi-développée est CH3 - CH2 - NH2.
À la pression atmosphérique et au-dessus de 16,6 °C l'éthylamine se présente sous forme d'un gaz incolore ayant une forte odeur ammoniacale. 
Elle est miscible en toute proportion dans l'eau. Elle est soluble dans la plupart des solvants organiques.

Comme la majorité des amines, l'éthylamine est une base faible.

C'est un composé très largement utilisé en chimie industrielle et en synthèse organique au laboratoire.